# Lafayette Silveira Martins Rodrigues Pereira
Lafayette Silveira Martins Rodrigues Pereira (Petrópolis, 29 de março de 1903 – 30 de outubro de 1993) foi um médico brasileiro.
Foi eleito membro da Academia Nacional de Medicina em 1948, ocupando a Cadeira 01, que tem Joaquim Cândido Soares de Meireles como patrono.